# Vladimir Sobolev
Vladimir Jur'evič Sobolev (in russo Владимир Юрьевич Соболев?; Gukovo, 30 luglio 1991) è un ex calciatore russo, di ruolo centrocampista.